# Duncanville (Texas)
Duncanville város az USA Texas államában, Dallas megyében. Lakosainak száma 40 706 fő (2020. április 1.).

## Népesség
A település népességének változása:

| 2010 | 38 524 |
| 2020 | 40 706 |